# La Double Vie de Véronique
Pour plus de détails, voir Fiche technique et Distribution.
La Double Vie de Véronique (Podwójne życie Weroniki) est un film franco-polonais, réalisé par Krzysztof Kieślowski, sorti en 1991.

## Synopsis
En  Pologne  en 1968, une petite fille se voit montrer les étoiles dans le ciel d'hiver par sa mère, qui identifie l'étoile du réveillon de Noël. En France, une petite fille se voit montrer une des premières feuilles du printemps par sa mère, qui lui montre les fines veines qui la parcourent.
En 1990, une jeune femme polonaise nommée Weronika (Irène Jacob) chante lors d'un concert en plein air avec sa chorale lorsqu'une averse soudaine pousse les chanteurs à se mettre à l'abri. Après que Weronika a tenu la dernière note seule, elle rencontre son petit ami, Antek (Jerzy Gudejko), et ils se rendent dans son appartement pour avoir des relations sexuelles. Le lendemain, elle demande à son père de dire à Antek qu'elle part rejoindre sa tante malade à Cracovie, mentionnant que ces derniers temps, elle sent qu'elle n'est pas seule au monde.
Weronika se rend à Cracovie en train et rencontre sa tante. Elle contacte plus tard un ami local qui se retrouve à sa pratique de chorale. Pendant que le chœur répète, Weronika les accompagne de sa voix de soprano hors scène. Par la suite, la directrice musicale lui demande de passer une audition. Folle de joie, Weronika se précipite chez elle avec la partition. En traversant une place au milieu d'une manifestation, Weronika remarque une  touriste française  prenant des photos des manifestants — une jeune femme qui lui ressemble exactement. Weronika sourit en la regardant doubler dans le bus touristique qui s'éloigne bientôt.
Lors de l'audition, le chant de Weronika impressionne la directrice  musicale et le chef d'orchestre, et on lui dit plus tard qu'elle a remporté l'audition. En rentrant chez elle après l'audition, Weronika subit un léger arrêt cardiaque mais elle se rétablit. Le lendemain, Weronika retrouve Antek. Cette nuit-là pendant le concert, en chantant une partie solo, Weronika s'effondre sur scène et meurt d'une crise cardiaque.
À Clermont-Ferrand, en France, le même jour, Véronique (Irène Jacob), une jeune française et double de Weronika, est submergée par le chagrin après avoir eu des relations sexuelles avec son petit ami. Plus tard, elle se rend chez son professeur de musique, lui disant qu'elle quitte la chorale. Le lendemain, à l'école où elle enseigne la musique, Véronique assiste avec sa classe à un spectacle  de marionnettes sur une danseuse de ballet qui se casse la jambe puis se transforme en papillon. Elle dirige ensuite sa classe dans une pièce musicale d'un compositeur du XVIIIe siècle, Van den Budenmayer — la même pièce interprétée par Weronika à sa mort. Cette nuit-là, en rentrant chez elle, elle voit le marionnettiste à un feu rouge lui faire signe de ne pas allumer le mauvais bout de sa cigarette. Plus tard, elle est réveillée par un appel téléphonique sans que personne parle, seulement une chorale chantant la musique de Van den Budenmayer. Véronique rend visite à son père le lendemain, où elle révèle qu'elle est amoureuse de quelqu'un qu'elle ne connaît pas et que récemment elle a senti qu'elle avait perdu quelqu'un de sa vie. De retour à Clermont-Ferrand, elle reçoit un colis contenant un lacet qu'elle compare à son ECG et un étranger l'éclaire à l'aide d'un miroir.
Véronique apprend que le marionnettiste est un auteur de livres pour enfants nommé Alexandre Fabbri (Philippe Volter), dont le spectacle de marionnettes s'appuie sur un de ses livres et qu'il a écrit une histoire à propos d'un lacet. Dans les jours qui viennent, Véronique lit plusieurs livres d'Alexandre. Lorsque Véronique rend visite à son père, celui-ci lui remet un colis qui lui est adressé contenant une cassette. Elle écoute la cassette qui contient les enregistrements d'une machine à écrire, des pas, une porte qui s'ouvre, une gare et un fragment de musique de Van den Budenmayer. Il y a aussi des bruits d'accident de voiture et d'explosion. Le timbre-poste sur l'enveloppe conduit Véronique à la Gare Saint-Lazare à Paris. Elle se rend dans un café de la gare où elle pense que les enregistrements ont été faits et voit Alexandre. Il lui dit qu'il l'attend depuis deux jours, qu'il travaille sur un nouveau livre et qu'il lui a envoyé les colis comme une sorte d'expérience pour voir si elle viendrait le voir. Irritée d'avoir été manipulée, Véronique part et s'enregistre dans un hôtel voisin. Elle rencontre Alexandre qui lui demande pardon et elle le fait monter dans sa chambre où ils s'endorment tous les deux. Pendant la nuit, ils s'avouent leurs sentiments l'un pour l'autre.
Le lendemain matin, en discutant avec Alexandre, Véronique dit qu'elle a l'impression que « j'étais ici et ailleurs en même temps » et que quelqu'un a guidé sa vie. Véronique montre à Alexandre le contenu de son sac à main et il tombe sur une feuille de preuve de photos prises lors du récent voyage de Véronique en Pologne. Alexandre remarque ce qu'il pense être une photo de Véronique, mais elle lui assure que ce n'est pas elle. Elle voit alors la photo, réalisant que c'était Weronika sur la photo. Véronique est bouleversée et s'effondre en pleurant alors qu'Alexandre la réconforte. Il devient clair que le destin de Weronika a en quelque sorte contraint Véronique à arrêter de chanter et à éviter la même mort.
Quelque temps plus tard dans son appartement, Véronique voit Alexandre travailler sur une nouvelle marionnette à son image. Interrogé sur le but d'une deuxième marionnette identique, Alexandre explique qu'il a besoin d'une marionnette supplémentaire au cas où l'une serait endommagée. Il lui montre comment travailler une marionnette tandis que le double est sans vie sur la table. Alexandre lit à Véronique son nouveau livre sur deux femmes, nées le même jour dans des villes différentes, qui ont une connexion mystérieuse. Plus tard dans la journée, Véronique arrive chez son père, s'arrête à la porte d'entrée, tend la main et touche un vieux tronc d'arbre. Son père, qui est à l'intérieur de la maison, semble sentir sa présence. Mentionnant que ces derniers temps, elle sent qu'elle n'est pas seule au monde.

## Fiche technique
- Titre français : La Double Vie de Véronique
- Titre polonais : Podwójne życie Weroniki
- Réalisation : Krzysztof Kieślowski
- Scénario : Krzysztof Kieślowski, Krzysztof Piesiewicz
- Photographie : Sławomir Idziak
- Musique : Zbigniew Preisner
- Montage : Jacques Witta
- Décors : Patrice Mercier
- Costumes : Laurence Brignon, Claudia Fellous, Elzbieta Radke
- Maquillage : Iwona Maria Karpinska ,Jolanta Stachecka, Agnès Tassel
- Son : Roger di Ponio, François de Morant, Didier Pêcheur
- Casting : Marguerite Capelier, Caroline Castelain
- Production : Leonardo de la Fuente
- Sociétés de production : Norsk Film, Sidéral Productions, Studiocanal, Tor Production
- Société de distribution : Sidéral Films
- Pays d'origine :  France /  Pologne
- Langues originales : français et polonais
- Format : couleurs (Kodak) - 1.66:1 - Son Dolby Stéréo - 35 mm
- Genre : drame, fantastique, musical, romance
- Durée : 98 minutes
- Dates de sorties en salles :
  - France : 15 mai 1991
  - Pologne : 6 octobre 1991

## Distribution
- Irène Jacob : Weronika/Véronique
- Philippe Volter : Alexandre
- Guillaume de Tonquédec : Serge
- Halina Gryglaszewska : Tante
- Kalina Jędrusik : Femme bariolée
- Władysław Kowalski : le père de Weronika
- Sandrine Dumas : Catherine
- Jerzy Gudejko : Antek
- Claude Duneton : le père de Véronique
- Gilles Gaston-Dreyfus : Jean-Pierre

## Production
À l'origine, c'est Nanni Moretti qui doit tenir le premier rôle masculin du film. Il commence les prises de vues, mais il est trop fatigué (il ne se sait pas encore atteint d'un cancer) et doit quitter le film.
Une scène est tournée aux abords de la station Havre - Caumartin (9e arrondissement de Paris), notamment la rue Caumartin.

## Autour du film
- À noter l'importance de la bande son dans ce film, en particulier dans la scène de l'écoute de la mini-cassette où l'on entend les bruitages liés aux scènes suivantes, ce qui donne une intensité très particulière.
- Le film reçut un accueil chaleureux de la critique française : « Pour la première fois, peut-être, un film atteint à cette chose rare : le sublime. [...] Kieslowski filme Véronique comme s'il suivait la respiration d'un être en train de se perdre. On sent cette angoisse de la perte et en même temps cette douceur de la mort dans l'extrême fluidité des plans, dans leur folie et dans leur constante beauté qui ne doit son existence qu'au "génie" du réalisateur. Tout est filmé comme une fuite perpétuelle des choses et des êtres qui semblent en suspens dans ce film bouleversant où l'émotion se dit avec une pudeur et une intelligence rare. »[2]

## Distinctions
| Date | Distinction                                 | Catégorie                         | Nom                        | Résultat   |
| ---- | ------------------------------------------- | --------------------------------- | -------------------------- | ---------- |
| 1991 | Festival de Cannes                          | Prix d'interprétation féminine    | Irène Jacob                | Lauréat    |
| 1991 | Festival de Cannes                          | Prix du Jury œcuménique           | Krzysztof Kieslowski       | Lauréat    |
| 1991 | Festival de Cannes                          | Prix FIPRESCI                     | Krzysztof Kieslowski       | Lauréat    |
| 1991 | Festival de Cannes                          | Palme d'or                        | Krzysztof Kieslowski       | Nomination |
| 1992 | National Society of Film Critics            | Meilleur film en langue étrangère | La Double Vie de Véronique | Lauréat    |
| 1992 | Golden Globes                               | Meilleur film en langue étrangère | La Double Vie de Véronique | Nomination |
| 1992 | Los Angeles Film Critics Association Awards | Meilleure musique                 | Zbigniew Preisner          | Lauréat    |
| 1992 | César du cinéma                             | Meilleure actrice                 | Irène Jacob                | Nomination |
| 1992 | César du cinéma                             | Meilleure musique originale       | Zbigniew Preisner          | Nomination |
| 1992 | Chicago Film Critics Association            | Meilleur film en langue étrangère | La Double Vie de Véronique | Nomination |
| 1992 | Guldbagge Awards                            | Meilleur film étranger            | La Double Vie de Véronique | Nomination |
| 1992 | Film Independent's Spirit Awards            | Meilleur film étranger            | La Double Vie de Véronique | Nomination |
| 1992 | Festival international du film de Varsovie  | Prix du public                    | La Double Vie de Véronique | Lauréat    |